# Заборске
Заборске (слч. Záborské) насељено је мјесто са административним статусом сеоске општине (слч. obec) у округу Прешов, у Прешовском крају, Словачка Република.

## Становништво
| Година:    | 1994. | 2004.    | 2014.    | 2024.    |
| ---------- | ----- | -------- | -------- | -------- |
| Број људи: | 404   | 509      | 711      | 1219     |
| Разлика:   |       | +25,99 % | +39,68 % | +71,44 % |

| Година:    | 2023. | 2024.   |
| ---------- | ----- | ------- |
| Број људи: | 1204  | 1219    |
| Разлика:   |       | +1,24 % |

Према подацима о броју становника из 2024. године насеље је имало 1219 становника.